# Fed Cup 2013 – zóna Evropy a Afriky

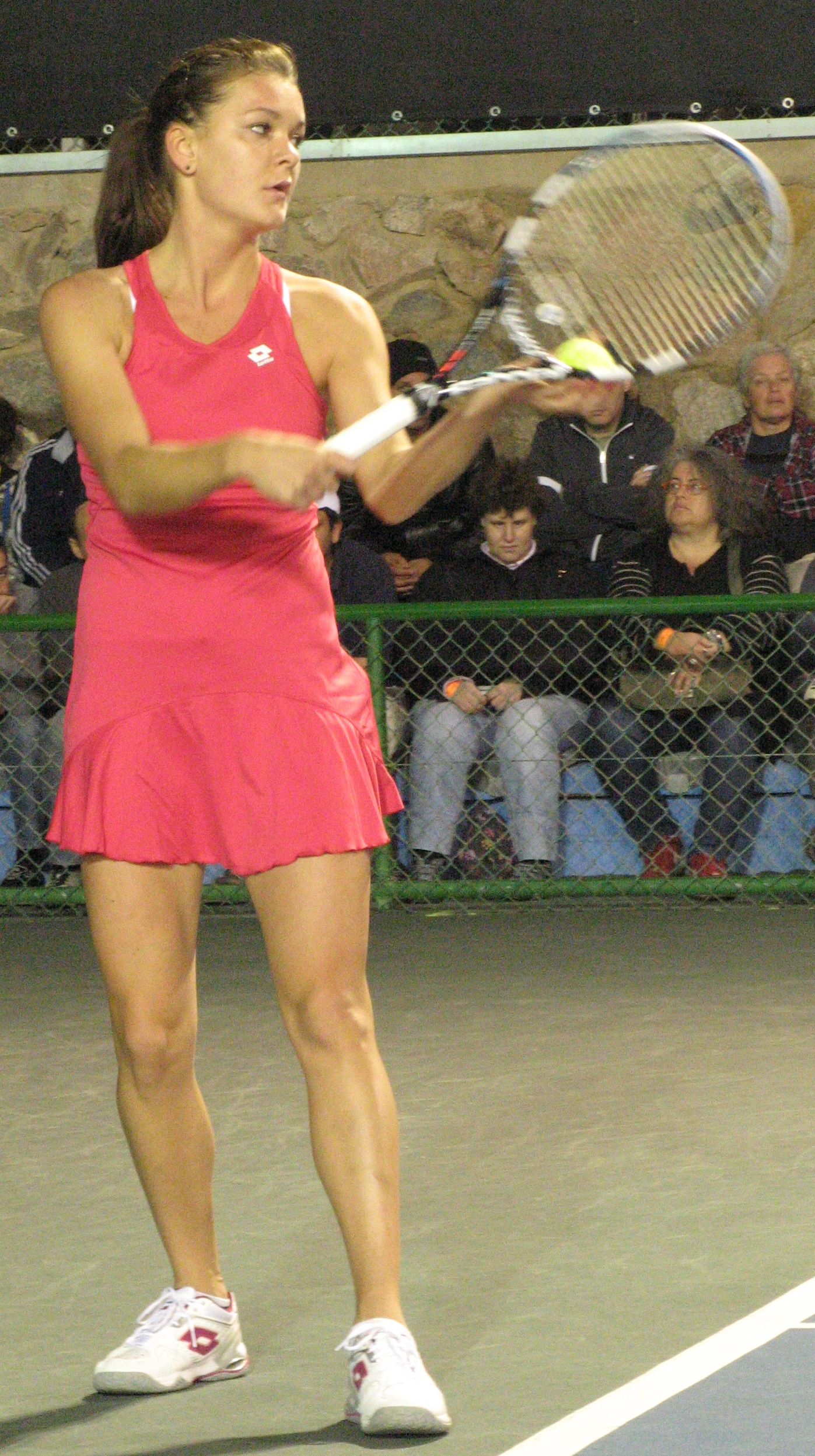
Polka Agnieszka Radwańská hraje proti Turkyni Çağle Büyükakçay

Zóna Evropy a Afriky Fed Cupu 2013 byla jednou ze tří zón soutěže, kterých se účastnily státy ležící v daných regionech, v tomto případě týmy ze států nacházejících se na evropském a africkém kontinentu. Do soutěže zóny Evropy a Afriky nastoupilo 37 družstev, z toho šestnáct účastníků hrálo v 1. skupině, osm ve 2. skupině a třináct v kvalitativně nejnižší 3. skupině. Součástí herního plánu byly také tři baráže.

## 1. skupina
- Místo konání: Municipal Tennis Club, Ejlat, Izrael (tvrdý, venku)
- Datum: 6. – 10. února

Šestnáct týmů bylo rozděleno do čtyř bloků po čtyřech účastnících. Vítězové všech bloků se utkaly v zápase o postup do baráže o Světovou skupinu II pro rok 2013 (vzájemné zápasy vítězů: A–C a B–D). Družstva, která se umístila na druhém a třetím místě bloků spolu sehrála zápasy o konečnou 5. až 12. příčku. Týmy ze čtvrtých míst se utkaly ve vzájemném zápase o udržení (vzájemné zápasy týmů na 4. místě: A–C a B–D). Dva poražení sestoupili do 2. skupiny zóny Evropy a Afriky pro rok 2014.

### Bloky
|    | Blok A           | CRO | BLR | AUT | GEO |
| 1. | Chorvatsko (3–0) |     | 3–0 | 2–1 | 3–0 |
| 2. | Bělorusko (2–1)  | 0–3 |     | 2–1 | 3–0 |
| 3. | Rakousko (1–2)   | 1–2 | 1–2 |     | 3–0 |
| 4. | Gruzie (0–3)     | 0–3 | 0–3 | 0–3 |     |

|    | Blok B                    | GBR | HUN | POR | BIH |
| 1. | Velká Británie (3–0)      |     | 2–1 | 2–1 | 3–0 |
| 2. | Maďarsko (2–1)            | 1–2 |     | 3–0 | 3–0 |
| 3. | Portugalsko (1–2)         | 1–2 | 0–3 |     | 2–1 |
| 4. | Bosna a Hercegovina (0–3) | 0–3 | 0–3 | 1–2 |     |

|    | Blok C         | POL | ISR | ROU | TUR |
| 1. | Polsko (3–0)   |     | 2–1 | 2–1 | 3–0 |
| 2. | Izrael (1–2)   | 1–2 |     | 1–2 | 2–1 |
| 3. | Rumunsko (1–2) | 1–2 | 2–1 |     | 1–2 |
| 4. | Turecko (1–2)  | 0–3 | 1–2 | 2–1 |     |

|    | Blok D            | BUL | NED | SLO | LUX |
| 1. | Bulharsko (3–0)   |     | 3–0 | 3–0 | 3–0 |
| 2. | Nizozemsko (2–1)  | 3–0 |     | 0–3 | 3–0 |
| 3. | Slovinsko (1–2)   | 0–3 | 0–3 |     | 2–1 |
| 4. | Lucembursko (0–3) | 1–2 | 0–3 | 0–3 |     |

### Baráž
| Pořadí         | první tým           | výsledek | druhý tým   |
| -------------- | ------------------- | -------- | ----------- |
| Postup         | Chorvatsko          | 1–2      | Polsko      |
| Postup         | Velká Británie      | 2–0      | Bulharsko   |
| 5. – 8. místo  | Bělorusko           | 0–2      | Izrael      |
| 5. – 8. místo  | Maďarsko            | 2–0      | Nizozemsko  |
| 9. – 12. místo | Rakousko            | 2–1      | Rumunsko    |
| 9. – 12. místo | Portugalsko (vítěz) | bez boje | Slovinsko   |
| Sestup         | Gruzie              | 1–2      | Turecko     |
| Sestup         | Bosna a Hercegovina | 0–2      | Lucembursko |

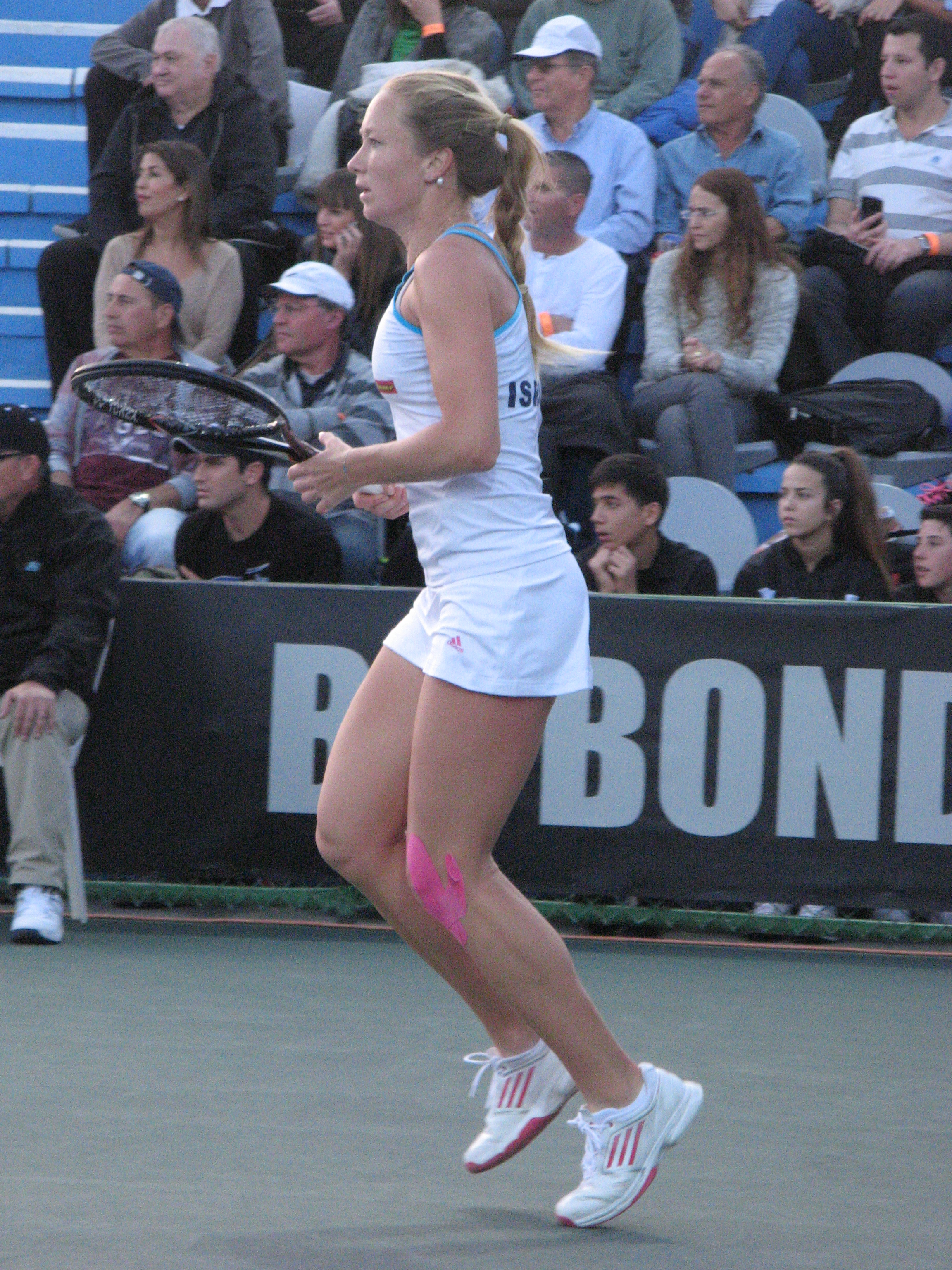
Izraelka Julia Glušková hraje proti Rumunce Cristině Dinuové

- Velká Británie a Polsko postoupily do baráže Světové skupiny II.
- Gruzie a Bosna a Hercegovina  sestoupily do 2. skupiny zóny Evropy a Afriky pro rok 2014.

## 2. skupina
- Místo konání: Bellevue Club, Ulcinj, Černá Hora (antuka, venku)
- Datum: 17. – 20. dubna

Osm týmů bylo rozděleno do dvou bloků A a B. První dva týmy z každé skupiny se utkaly v baráži o postup do 1. skupiny zóny Evropy a Afriky pro rok 2014, a to zápasem první z bloku A s druhým z bloku B a naopak. Vítěz každého zápasu si zajistil postup. Třetí a čtvrté týmy z obou bloků sehrály zápas o udržení. Čtvrtý tým bloku B nastoupil s třetím z bloku A naopak. Poražení sestoupili do 3. skupiny zóny Evropy a Afriky pro rok 2014.

### Bloky
|    | Blok A         | TUN | LAT | FIN | EST |
| 1. | Tunisko (3–0)  |     | 2–1 | 2–1 | 2–1 |
| 2. | Lotyšsko (2–1) | 1–2 |     | 3–0 | 3–0 |
| 3. | Finsko (1–2)   | 1–2 | 0–3 |     | 2–0 |
| 4. | Estonsko (0–3) | 1–2 | 0–3 | 0–2 |     |

|    | Blok B             | MNE | LTU | RSA | GRE |
| 1. | Černá Hora (3–0)   |     | 3–0 | 2–1 | 2–1 |
| 2. | Litva (2–1)        | 0–3 |     | 2–1 | 2–1 |
| 3. | Jižní Afrika (1–2) | 1–2 | 1–2 |     | 2–1 |
| 4. | Řecko (0–3)        | 1–2 | 1–2 | 1–2 |     |

### Baráž
| Pořadí | první tým | výsledek | druhý tým    |
| ------ | --------- | -------- | ------------ |
| Postup | Tunisko   | 2–1      | Litva        |
| Postup | Lotyšsko  | 2–1      | Černá Hora   |
| Sestup | Finsko    | 2–1      | Řecko        |
| Sestup | Estonsko  | 1–2      | Jižní Afrika |

- Lotyšsko a Tunisko postoupily do 1. skupiny zóny Evropy a Afriky pro rok 2014.
- Estonsko a Řecko sestoupily do 3. skupiny zóny Evropy a Afriky pro rok 2014.

## 3. skupina
- Místo konání: Terraten Club, Chișinău, Moldavsko (venku, antuka)
- Datum: 8. – 11. května

Třináct týmů bylo rozděleno do čtyř bloků, z nichž první tři měly po třech členech a čtvrtý čtyři. Vítězové všech bloků se utkaly v zápase o postup do 2. skupiny zóny Evropy a Afriky pro rok 2014 (vzájemné zápasy vítězů: A–C a B–D). Vítěz každého zápasu si zajistil postup. Družstva, která se umístila na druhých místech bloků stejným způsobem (zápasy A–C a B–D) svedla klání o konečnou 5. až 8. příčku, respektive týmu ze třetích míst o konečnou 9. až 12. pozici. Čtvrtý v bloku D obsadil poslední 13. místo 3. skupiny zóny.

### Bloky
|    | Blok A        | EGY | MLT | ARM |
| 1. | Egypt (2–0)   |     | 3–0 | 3–0 |
| 2. | Malta (1–1)   | 0–3 |     | 2–1 |
| 3. | Arménie (0–2) | 0–3 | 1–2 |     |

|    | Blok B        | DEN | MAR | NAM |
| 1. | Dánsko (2–0)  |     | 3–0 | 3–0 |
| 2. | Maroko (1–1)  | 0–3 |     | 3–0 |
| 3. | Namibie (0–2) | 0–3 | 0–3 |     |

|    | Blok C          | MDA | IRL | KEN |
| 1. | Moldavsko (2–0) |     | 2–1 | 3–0 |
| 2. | Irsko (1–1)     | 1–2 |     | 3–0 |
| 3. | Keňa (0–2)      | 0–3 | 0–3 |     |

|    | Blok D                | LIE | MAD | NOR | CYP |
| 1. | Lichtenštejnsko (2–1) |     | 3–0 | 3–0 | 0–3 |
| 2. | Madagaskar (2–1)      | 0–3 |     | 2–1 | 2–1 |
| 3. | Norsko (1–2)          | 0–3 | 1–2 |     | 3–0 |
| 4. | Kypr (1–2)            | 3–0 | 1–2 | 0–3 |     |

### Baráž
| Pořadí         | první tým   | výsledek | druhý tým       |
| -------------- | ----------- | -------- | --------------- |
| Postup         | Dánsko      | 1–2      | Lichtenštejnsko |
| Postup         | Egypt       | 2–0      | Moldavsko       |
| 5. – 8. místo  | Maroko      | 1–1      | Madagaskar      |
| 5. – 8. místo  | Malta       | 2–1      | Irsko           |
| 9. – 12. místo | Namibie     | 0–3      | Norsko          |
| 9. – 12. místo | Arménie     | 2–1      | Keňa            |
| 13. místo      | bez soupeře | –        | Kypr            |

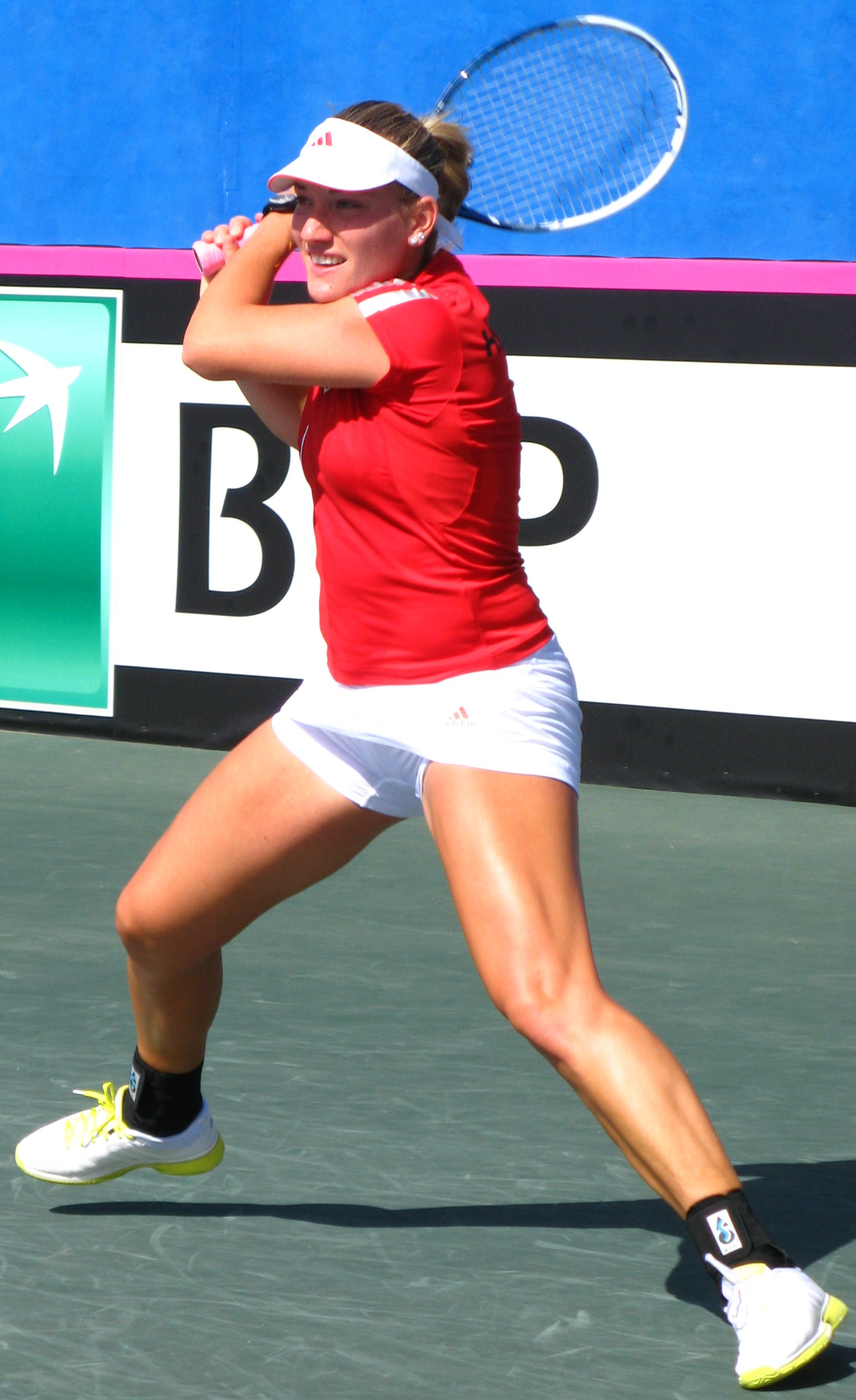
Maďarka Tímea Babosová hraje proti Portugalce Michelle Larcher de Britové

- Egypt a Lichtenštejnsko postoupily do 2. skupiny zóny Evropy a Afriky pro rok 2014.